# Anarta colletti
Anarta colletti is een vlinder uit de familie uilen (Noctuidae). De wetenschappelijke naam is voor het eerst geldig gepubliceerd in 1876 door Sparre-Schneider.
De soort komt voor in Europa.